# Человек с часами
«Человек с часами» (англ. The Man with the Watches) — третий из пяти коротких детективных рассказов Артура Конан Дойля, не вошедших в канон. Одна из особенностей рассказа — отсутствие упоминания сыщика Шерлока Холмса по имени, хотя из контекста можно предположить, что речь идёт о нём.

Как и «Исчезнувший экстренный поезд», этот рассказ появился в журнале Strand в 1898 году, а позже — в Round the Fire Stories и Tales of Terror and Mystery.

## Сюжет
История развивается по похожему сценарию: на этот раз загадка состоит в появлении в железнодорожном вагоне мертвеца с шестью карманными часами в пиджаке. Детектив-любитель предлагает объяснение случившемуся, но автор отмечает, что объяснение имеет изъяны, так как не включает всех фактов.
Позже один из участников произошедшего пишет детективу письмо, в котором отмечает, что его версия «чрезвычайно изобретательна», но совершенно неверна, а затем излагает истинный ход событий.